# Florent Schmitt
Florent Schmitt ([flɔʁã ʃmit]; 28. září 1870 - 17. srpna 1958) byl francouzský skladatel, představitel hudebního impresionismu a hudební kritik. Byl součástí umělecké skupiny známé jako Les Apaches. Mezi jeho nejznámější díla patří La tragédie de Salome a Psaume XLVII (47. žalm).